# Chionolaena concinna
Chionolaena concinna là một loài thực vật có hoa trong họ Cúc. Loài này được (A.Gray) Anderb. & S.E.Freire mô tả khoa học đầu tiên năm 1989.